# Henryk Pyka
Henryk Pyka (ur. 30 grudnia 1946 w Tarnowskich Górach) – polski duchowny katolicki, doktor teologii w zakresie liturgiki i historii sztuki sakralnej, były dyrektor Muzeum Archidiecezjalnego w Katowicach i Galerii Fra Angelico.

## Życiorys
Pochodzi z parafii św. Apostołów Piotra i Pawła w Tarnowskich Górach. Ukończył Wyższe Śląskie Seminarium Duchowne w Krakowie i studia z zakresu historii sztuki. Święcenia kapłańskie przyjął 8 kwietnia 1971 roku. Po święceniach był duszpasterzem akademickim w Katowicach i wikariuszem w parafiach: Czechowice-Dziedzice, Cieszyn, Niepokalanego Poczęcia Najświętszej Maryi Panny w Katowicach, Św. Barbary w Chorzowie i Świętych Apostołów Piotra i Pawła w Katowicach. W latach 1989–2012 był dyrektorem Muzeum Archidiecezjalnego w Katowicach i Galerii Fra Angelico działającej przy muzeum, członkiem Komisji Sztuki i Architektury Sakralnej oraz rad muzealnych (Muzeum Zamkowe w Pszczynie, Muzeum Historii Katowic). Autor wielu wystaw i publikacji.

### Wydane publikacje
- Henryk Pyka: Witraże Wiktora Ostrzołka: pięćdziesiąt lat twórczości. Katowice: Księgarnia św. Jacka, 2006. ISBN 83-7030-529-6. Brak numerów stron w książce